# Rhosllanerchrugog F.C.
Rhosllanerchrugog F.C. là một câu lạc bộ bóng đá Wales đến từ làng Rhosllanerchrugog, Wrexham.

## Lịch sử giải đấu
Rhos là thành viên sáng lập Welsh Senior League, một trong những giải đấu bóng đá đầu tiên ở Wales.
| Mùa giải | Giải đấu            | Số trận | Thắng | Hòa | Thua | Bàn thắng | Bàn thua | Điểm | Vị thứ | Số đội trong giải đấu | Ghi chú                                         |
| -------- | ------------------- | ------- | ----- | --- | ---- | --------- | -------- | ---- | ------ | --------------------- | ----------------------------------------------- |
| 1890-91  | Welsh Senior League | 9       | 5     | 0   | 4    | 26        | 17       | 10   | 2      | 6                     | Giải kết thúc sau khi quyết định đội thắng cuộc |
| 1891-92  | Welsh Senior League |         |       |     |      |           |          |      |        |                       | Giải không diễn ra                              |
| 1892-93  | Welsh Senior League | 14      | 6     | 1   | 7    | 25        | 24       | 13   | 5      | 8                     |                                                 |
| 1893-94  | Welsh Senior League | 15      | 5     | 1   | 9    | 26        | 44       | 11   | 6      | 9                     |                                                 |
| 1894-95  | Welsh Senior League | 12      | 0     | 1   | 11   | 12        | 62       | 1    | 9      | 9                     |                                                 |
| 1895-96  | Welsh Senior League | 12      | 6     | 4   | 2    | 34        | 21       | 16   | 2      | 7                     |                                                 |
| 1896-97  | Welsh Senior League |         |       |     |      |           |          |      |        |                       | Bỏ giải                                         |

## Lịch sử Cup
Câu lạc bộ thi đấu ở Cúp FA Anh trong ba mùa giải ở thế kỉ 19.
| Mùa giải | Giải đấu           | Vòng               | Opposition          | Đối thủ | Ghi chú                        |
| -------- | ------------------ | ------------------ | ------------------- | ------- | ------------------------------ |
| 1877-78  | Cúp quốc gia Wales | Vòng Một           |                     |         | Miễn đấu                       |
|          | Cúp quốc gia Wales | Vòng Hai           | Druids              | 0-3     |                                |
| 1878-79  | Cúp quốc gia Wales | Vòng Một           | Gwersyllt Rangers   | 1-1     |                                |
|          | Cúp quốc gia Wales | Đá lại vòng Một    | Gwersyllt Rangers   | 3-0     |                                |
|          | Cúp quốc gia Wales | Vòng Hai           | Bangor              | w/o     |                                |
| 1889-90  | Cúp quốc gia Wales | Vòng Một           | Overton             | 1-2     |                                |
| 1890-91  | Cúp FA             | Vòng loại thứ nhất | Shrewsbury Town     | thắng   |                                |
|          | Cúp FA             | Vòng loại thứ hai  | Cliftonville        | w/o     |                                |
|          | Cúp quốc gia Wales | Vòng Một           | Corwen              | 2-0     |                                |
|          | Cúp quốc gia Wales | Vòng Hai           | Chirk               | 1-2     |                                |
| 1891-92  | Cúp FA             | Vòng loại thứ nhất | Chester             | 0-1     |                                |
|          | Cúp quốc gia Wales | Vòng Một           | Llangollen Rovers   | 6-1     |                                |
|          | Cúp quốc gia Wales | Vòng Hai           | Druids              | 2-1     |                                |
|          | Cúp quốc gia Wales | Tứ kết             | Wrexham             | 1-3     |                                |
| 1892-93  | Cúp FA             | Vòng loại thứ nhất | Prescot             | 3-1     | Đội nhà bị truất quyền thi đấu |
|          | Cúp quốc gia Wales | Vòng Một           |                     |         | Miễn đấu                       |
|          | Cúp quốc gia Wales | Vòng Hai           | Rhostyllen Victoria | 1-1     |                                |
|          | Cúp quốc gia Wales | Đá lại vòng Hai    | Rhostyllen Victoria | 3-2     |                                |
|          | Cúp quốc gia Wales | Vòng Ba            | Druids              | 2-4     |                                |
| 1893-94  | Cúp quốc gia Wales | Vòng Một           | Brymbo Institute    | 5-3     | Brymbo Institute đi tiếp       |
| 1894-95  | Cúp quốc gia Wales | Vòng Một           | Wellington Town     | 4-4     | Wellington rút lui             |
|          | Cúp quốc gia Wales | Vòng Hai           | Brymbo Institute    | 1-4     |                                |
| 1896-97  | Cúp quốc gia Wales | Vòng Một           | Brymbo Institure    | thắng   |                                |

## Cầu thủ trước đây
- Abel Hughes[16]
- Joseph Owens
- Seth Powell[17]
- Robert Roberts